# 青年兵
青年兵（Hastati，单数：Hastatus），罗马共和国早期兵种，最初为矛兵，后来改为剑兵。成为青年兵的都是穷人，他们只负担得起最基本的装备（一身轻甲和一面大盾）。后来，成为青年兵的役男，不只有穷人，还有年轻人 - 不过，年轻人一般也是穷人。青年兵在军中担当轻步兵的角色。在作战的时候，他们会在轻步兵的支援下，在第一列战线组成龜甲陣和敌人战斗。青年兵在马略推行军事改革后消失。